# Koby Altman
Koby Altman (Brooklyn, 16 settembre 1982) è un dirigente sportivo statunitense, dal 2017 general manager dei Cleveland Cavaliers in NBA.

## Carriera
Dopo la laurea al Middlebury College, prima di approdare ai Cleveland Cavaliers nel 2012, aveva lavorato per tre anni come agente immobiliare.
Dopo una rapida ascesa nella dirigenza della franchigia dell'Ohio, il 24 luglio 2017 viene nominato General Manager.
Il 23 agosto 2017 perfeziona uno scambio con i Boston Celtics che porta a Cleveland Isaiah Thomas, Jae Crowder, Ante Žižić, la scelta dei Nets al primo giro del Draft 2018 e la seconda scelta dei Celtics del Draft 2020 in cambio di Kyrie Irving.